# Trouser Press
Trouser Press war ein US-amerikanisches Musikjournal, das 1974 in New York von Ira Robbins, Dave Schulps und Karen Rose gegründet wurde. Die erste Auflage des Magazins, das zunächst den Charakter eines Fanzines hatte, erschien im März 1974. Bis zur 13. Auflage im Mai 1976 lautete sein voller Name Trans-Oceanic Trouser Press, eine Anspielung auf ein Lied der Bonzo Dog Doo-Dah Band und deren Wortkreation aus den Anfangsbuchstaben der britischen Fernsehsendung Top of the Pops.
Bis April 1977 trugen alle Ausgaben den Untertitel America’s Only British Rock Magazine („Amerikas einziges britisches Rock-Magazin“) und enthielten beispielsweise Beiträge über The Who, King Crimson, Genesis, Marc Bolan, The Yardbirds und The Rolling Stones, Interviews mit Brian Eno und Robert Fripp und umfangreiche Schallplatten-Reviews. In den folgenden Jahren befasste sich Trouser Press hauptsächlich mit Punkrock, New Wave und Alternative Rock in Europa und den USA. Das Magazin beinhaltete ausführliche Artikel über Bands wie die Sex Pistols, The Boomtown Rats, The Clash, The Damned, die Ramones, und Television. Ab 1982 erhielten Abonnenten der Zeitschrift mit jedem Exemplar eine Flexidisc.
Mit der 96. Auflage erschien im April 1984 die letzte Ausgabe des Magazins. Ira Robbins führte jedoch den Gedanken des Musikjournals fort, indem er über die Jahre von 1983 bis 1997 fünf Bücher herausbrachte, die den Namen The New Trouser Press Record Guide trugen, und ausführliche Kritiken von zuletzt fast 10.000 Schallplatten von 2.500 Künstlern enthielten.
Mit dieser Sammlung als Grundstock ging die Website trouserpress.com im Jahr 2002 online.

## Bibliografie
- 1983 The Trouser Press Guide to New Wave Records. Charles Scribner’s Sons, ISBN 978-0-684-17944-5.
- 1985 The New Trouser Press Record Guide. Charles Scribner’s Sons, ISBN 978-0-684-18378-7.
- 1989 The New Trouser Press Record Guide. Crowell-Collier Pr, ISBN 978-0-02-036370-5.
- 1991 The New Trouser Press Record Guide. Collier Books, ISBN 978-0-02-036361-3.
- 1997 The Trouser Press Guide to '90s Rock. Fireside, ISBN 978-0-684-81437-7.